# Premio Joaquim Amat-Piniella
El premio Joaquim Amat-Piniella es un premio literario en lengua catalana convocado por Òmnium Cultural del Bages - Moyanés y el Ayuntamiento de Manresa en recuerdo del escritor e intelectual manresano Joaquim Amat-Piniella. El premio se libra anualmente en la ciudad de Manresa.

## Historia
Se creó en 2000 a iniciativa de la delegación en el Bages de Òmnium Cultural, con la colaboración del Ayuntamiento de Manresa, la Fundación Caixa Manresa y la Editorial Columna. En un principio estaba destinado a premiar novelas históricas inéditas centradas en algún gran movimiento social y contemporáneo y estaba dotado con 2.500 euros.

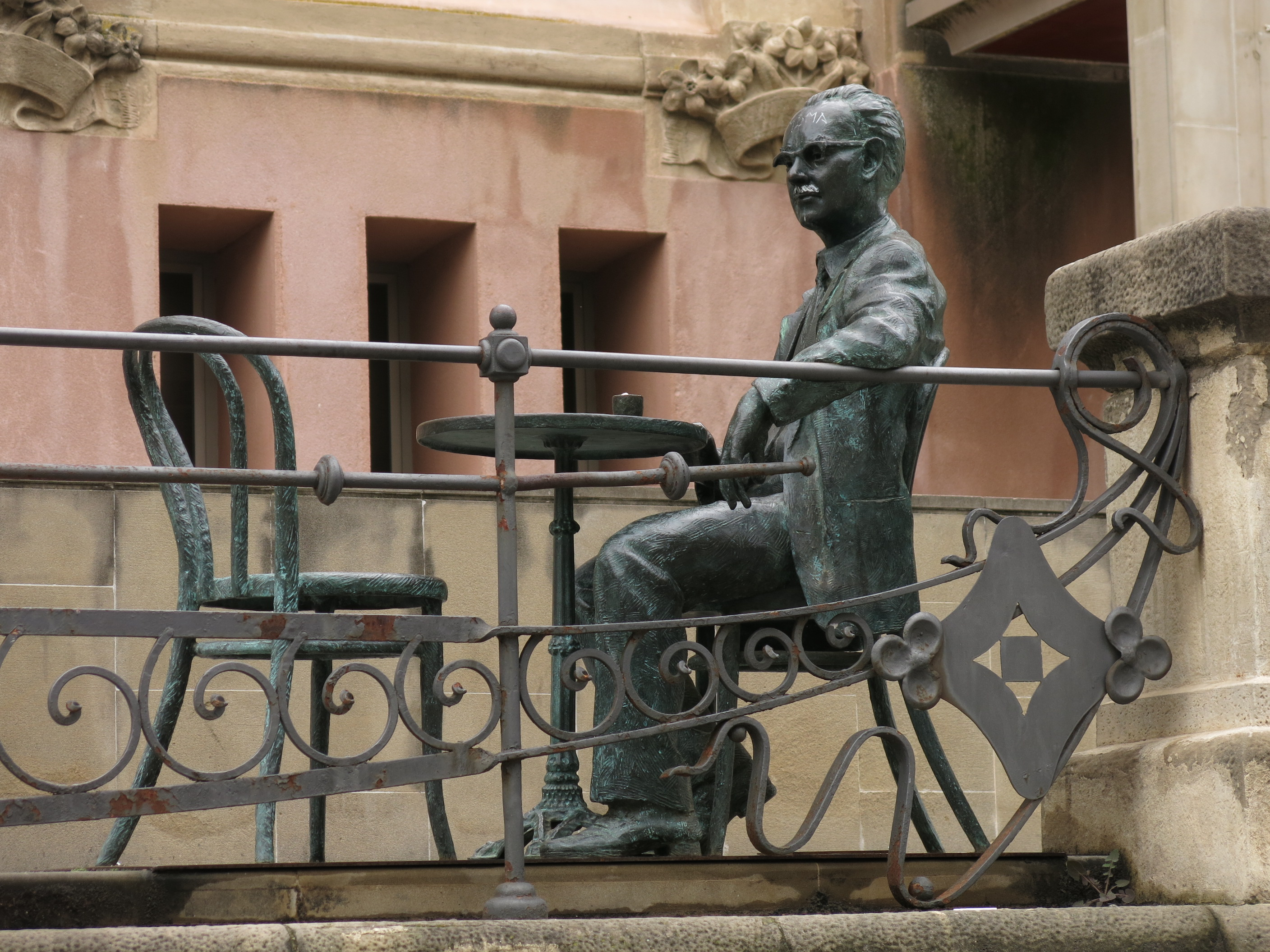
Escultura que representa a Joaquim Amat-Piniella, de Ramon Oms, Casino de Manresa, pg. Pere III 27

A partir de 2007 se da un nuevo enfoque a la convocatoria. El premio tiene que recaer en una obra narrativa, novela o libro de memorias, que refleje una preocupación social hacia el mundo contemporáneo. También se dejan de premiar originales inéditos y se distinguen obras publicadas durante el año anterior. La dotación económica desaparece, pero se recupera en 2019 con una dotación de 2000 euros para la obra ganadora y se otorga al ganador un galardón en forma de escultura diseñada por el escultor manresano Ramon Oms.
En la actualidad organiza el premio Òmnium Cultural Bages - Moyanés y el Ayuntamiento de Manresa en colaboración con la Biblioteca del Casino, el Gremio de Libreros de Cataluña, la Asociación Misteriosa Llum y la Asociación Memòria i Història de Manresa.

## Ganadores
- 2001 Rafael Vallbona por La comuna de Puigcerdà[4]
- 2002 Manuel Valles y Norberto Delisio por Caminar sobre gel[5]
- 2003 Desierto
- 2004 Josep Maria Loperena por La casa del fanalet vermell[6]
- 2005 Desierto
- 2006 Agustí Segarra por La ciutat en flames[7]
- 2007 Antoni Pladevall por Terres de lloguer[8]
- 2008 Joan Garrabou por Confessió general[9]
- 2009 Jordi Coca por La noia del ball[10]
- 2010 Sílvia Alcàntara por Olor de Colònia[11]
- 2011 Jordi Puntí por Maletes Perdudes[12]
- 2012 Jordi Estrada por Rius paral·lels[13]
- 2013 Rafel Nadal por Cuando érem feliços[14]
- 2014 Monika Zgustová por La nit de Vàlia[15]
- 2015 Pep Cuello por Dos taüts negres i dos de blancs[16]
- 2016 Joan Daniel Bezsonoff para Matar De Gaulle[17]
- 2017 Martí Domínguez por La sega[18]
- 2018 Ramon Solsona por Allò que va passar a Cardós[19]
- 2019 Joan Lluís-Lluís por Jo soc aquell que va matar Franco[20]
- 2020 Marta Marín-Dòmine para Fugir era el bell que teníem[21]
- 2021 Àlvar Valls por Entre l'infern i la glòria[22]
- 2022 Vicenç Villatoro por La casa dels avis[23]
- 2023 Maite Salord per El país de l’altra riba[24]